# Gagik I. Arcruni
Gagik I. Arcruni (armensko  Գագիկ Ա Արծրունի, prečrkovano Gagik I Artsruni) je bil armenski plemič iz dinastije Arcruni, ki je vladal v Vaspurakanu v južni Armeniji, najprej kot knez severozahodnega Vaspurakana (kot Gagik III., 904–908) in zatem do svoje smrti kot kralj Vaspurakanskega kraljestva, *  879/880, † 943. 

## Ozadje
Armenija je bila od konca 7. stoletja pod arabsko oblastjo. Upravljal jo je ostikan (guverner) kot zastopnik Omajadskega in kasneje Abasidskega kalifata. Od 9. stoletja je bila prizorišče številnih bitk Arabcev z Bizantinskim cesarstvom. Da bi okrepili arabsko oblast, so bili ostikani nameščeni v različnih armenskih pokrajinah, tudi v Vaspurakanu. Armensko plemstvo je v nasprotju z njimi ustanavljalo svoje kneževine in postopoma razširilo svojo oblast v regiji.

## Biografija

### Mladost in regentstvo
Gagik je bil drugi sin Grigorja-Derenika Arcrunija, kneza Vaspurakana, in Sofije Bagratuni, hčerke armenskega kralja Ašota I. Rojen je bil leta 879 ali 880. Po očetovi smrti leta 887 je postal regent Vaspurakana in kasneje iškan Gagik Apumrvan Arcruni, ki je skrbel za tri Grigorjeve sinove: Gagika, Ašota-Sargisa in Gurgena.  Gagik Apumrvan je v vojaški operaciji, ki jo je ukazal Smbat I. Armenski, prebegnil na nasprotno stran in bil zato usmrčen. Regentstvo je prevzel Ašot-Sargis. Smbat I. je Gagika povišal v generala, Gurgena pa v marzbana (guvernerja).

### Iškan
Gagik je leta 904 nasledil svojega starejšega brata Ašota-Sargisa na položaju iškana in dovolil bratu Gurgenu vladati nad jugovzhodnimi domenami družine Arcruni. Brata sta dobro sodelovala do Gurgenove smrti leta 923.  Gagik si je po več napadih upornikov začel prizadevati zmanjšati število muslimanskih enklav v Vaspurakanu.

### Kralj
Gagik je bil zaveznik azerbajdžanskega emirja Jusufa ibn Abil-Sadža, od katerega je leta 908 prejel priznanje za kralja, da se je izenačil z Bagratidom Smbatom I. Njegov položaj je priznalo tudi Bizantinsko cesarstvo in mu podelilo naziv "knez knezov", tradicionalni naziv uglednih armenskih vladarjev. Njegova legitimnost je dobila še večjo težo, ko se je armenski katolikos Ivan V. Draštanakerci odločil zapustiti  muslimanski Dvin in se preseliti v Vaspurakan. Gagik je kasneje spremenil svojo politiko do Arabcev in se povezal s Smbatovim sinom in naslednikom  Ašotom II. Znan je tudi kot ustanovitelj armenske stolnice Svetega križa.